# 铁皮石斛
铁皮石斛（学名：Dendrobium catenatum）又名鐵皮石斛蘭，为蘭科石斛蘭屬多年生草本植物，喜在温暖、潮湿、半阴半阳的环境中生长。分布于福建、浙江、广西、云南等地。
中医认为可以益胃生津，滋阴清热。有謠傳『《道藏》记载中铁皮石斛被列为“中华九大仙草之首”』但《正統道藏》和《萬曆續道藏》並無此內容。

## 形态
茎直立，圆柱形，长9-35厘米，粗2-4毫米，不分枝，具多节，节间长1-3-1.7厘米，常在中部以上互生3-5枚叶；叶二列，纸质，长圆状披针形，长3-4 (-7) 厘米，宽9-11 (-15) 毫米，先端钝并且多少钩转，基部下延为抱茎的鞘，边缘和中肋常带淡紫色；叶鞘常具紫斑，老时其上缘与茎松离而张开，并且与节留下1个环状铁青的间隙。总状花序常从落了叶的老茎上部发出，具2-3朵花；花序柄长5-10毫米，基部具2-3枚短鞘；花序轴回折状弯曲，长2-4厘米；花苞片干膜质，浅白色，卵形，长5-7毫米，先端稍钝；花梗和子房长2-2.5厘米；萼片和花瓣黄绿色，近相似，长圆状披针形，长约1.8厘米，宽4-5毫米，先端锐尖，具5条脉；侧萼片基部较宽阔，宽约1厘米；萼囊圆锥形，长约5毫米，末端圆形；唇瓣白色，基部具1个绿色或黄色的胼胝体，卵状披针形，比萼片稍短，中部反折，先端急尖，不裂或不明显3裂，中部以下两侧具紫红色条纹，边缘多少波状；唇盘密布细乳突状的毛，并且在中部以上具1个紫红色斑块；蕊柱黄绿色，长约3毫米，先端两侧各具1个紫点；蕊柱足黄绿色带紫红色条纹，疏生毛；药帽白色，长卵状三角形，长约2.3毫米，顶端近锐尖并且2裂。花期3-6月。

## 产地
产安徽西南部（大别山）、浙江东部（鄞县、天台、仙居）、福建西部（连城冠豸山、宁化）、广西西北部（天峨）、四川（地点不详）、云南东南部（石屏、文山、红河、西双版纳、麻栗坡、西畴）。生于海拔达1600米的山地半阴湿的岩石或树木表皮上。模式标本采自中国（详细地点不明）。
雅长铁皮石斛为中国地理标志产品，产地范围为广西壮族自治区乐业县。

## 外部連結
1. ↑  《中国药典》2005年版
2. 1 2  铁皮石斛中国植物物种信息数据库

- 铁皮石斛化学成分 （页面存档备份，存于） 中药材资料数据库 (淘草网) （中文）}
- 鐵皮石斛 Tiepishihu （页面存档备份，存于） 藥用植物圖像數據庫 (香港浸會大學中醫藥學院) （繁體中文）（英文）
- 石斛 Shihu （页面存档备份，存于） 中藥材圖像數據庫 (香港浸會大學中醫藥學院)
- 中醫藥學者研發鑑定名貴中藥「鐵皮石斛」新方法　成功取得美國專利 香港浸會大學 Hong Kong Baptist University eNews（繁體中文）（英文）
- 铁皮石斛功效与作用 （页面存档备份，存于） 铁皮石斛网